# Ruth Chatterton
Ruth Chatterton (New York, 24 dicembre 1892 – Norwalk, 24 novembre 1961) è stata un'attrice e sceneggiatrice statunitense.

## Biografia
Iniziò la sua carriera artistica debuttando a teatro a Broadway, nel 1914 con Papà Gambalunga, che le diede un grande successo. Continuò a calcare le scene fino al 1925, anno in cui dedicò la sua attività al cinema. Interpretò svariati film, tra cui Madame X (1929), per cui ottenne una candidatura agli Oscar nel 1930 quale miglior attrice.
Dal dopoguerra si dedicò alla scrittura di sceneggiature per la televisione e il teatro.

## Vita privata
Si sposò tre volte. La prima con l'attore inglese Ralph Forbes: il matrimonio, celebrato il 20 dicembre 1924, terminò nel 1932. Appena impugnata la sentenza di divorzio, l'attrice sposò il giorno seguente l'attore George Brent, suo partner anche sullo schermo. Nel 1934 anche questa unione finì. Dal 1941 fino alla sua morte nel 1960 per un'emorragia cerebrale, Ruth Chatterton fu sposata con Gordon John Barry Thomson, il suo terzo marito.

## Riconoscimenti
A Ruth Chatterton è dedicata una stella nell'Hollywood Walk of Fame al numero 6263 dell'Hollywood Boulevard.

## Filmografia

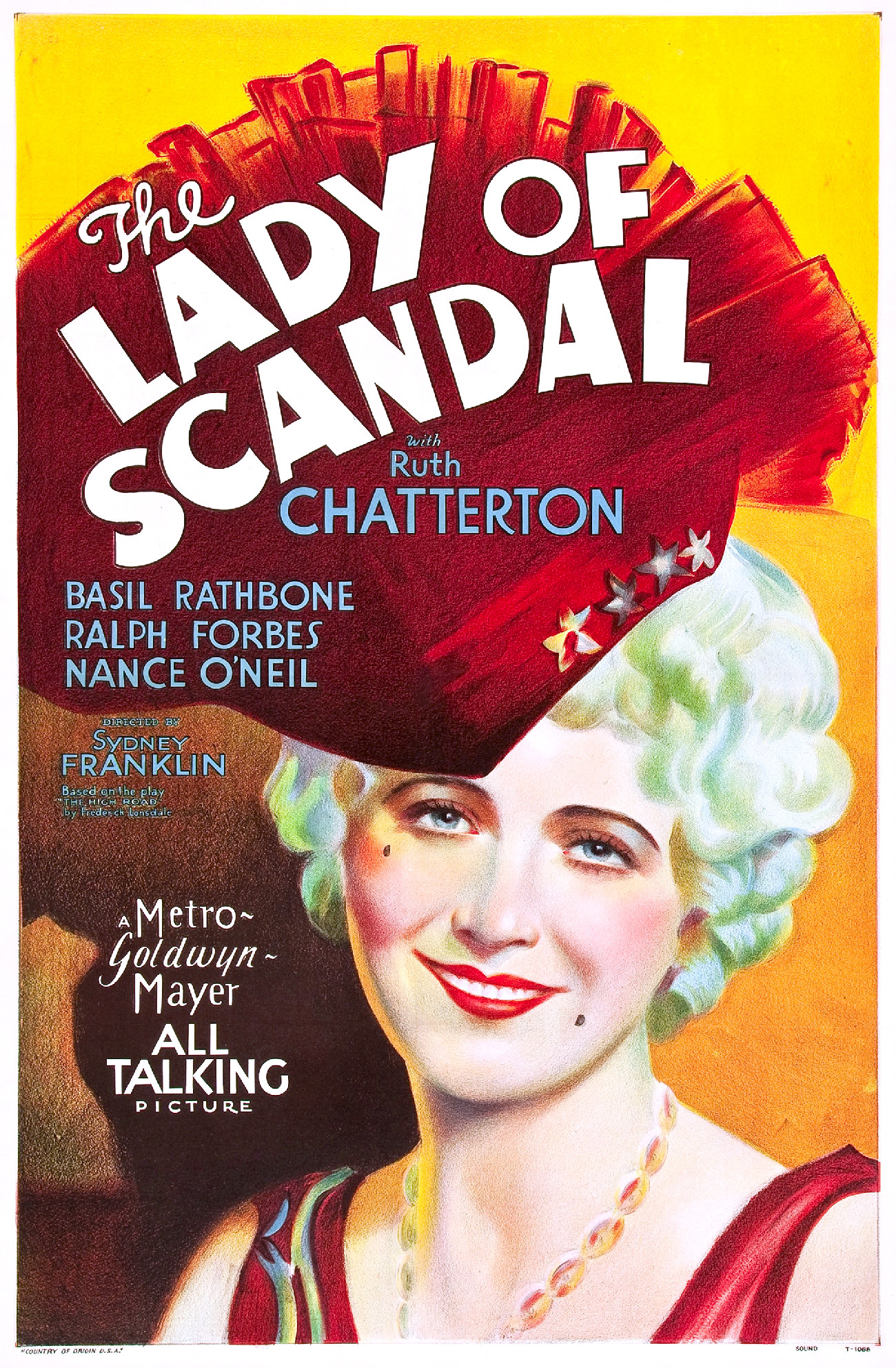
Poster del film The Lady of Scandal

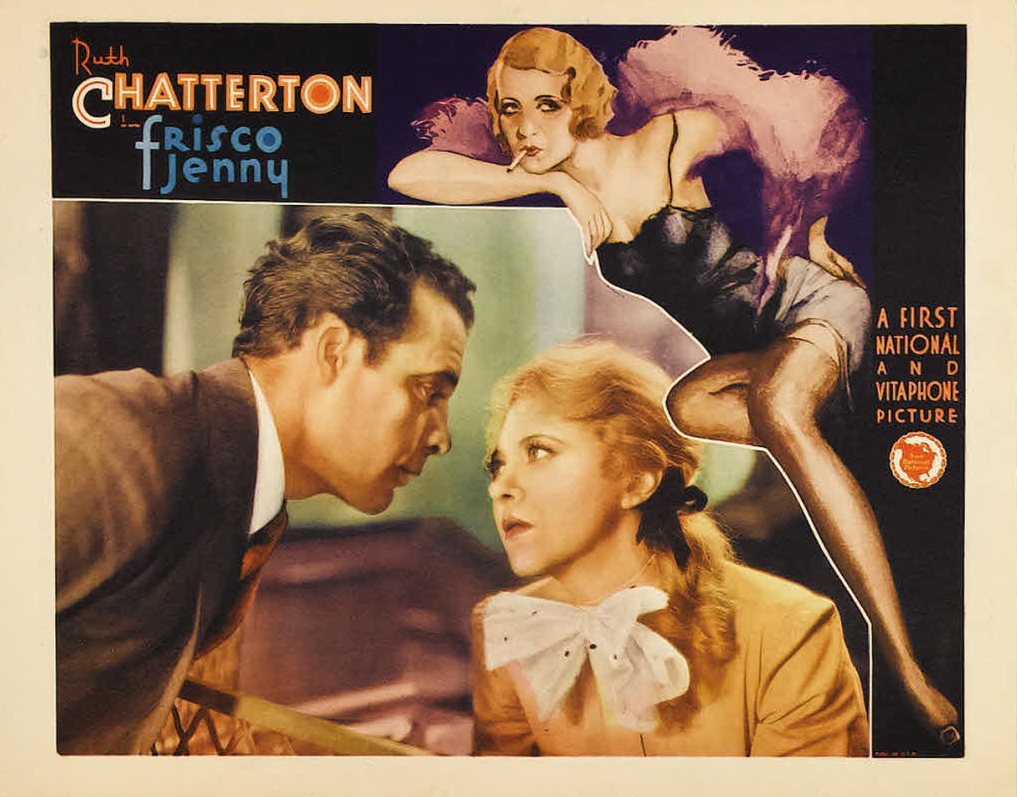
Poster del film Silenzio sublime

- Le colpe dei padri (Sins of the Fathers), regia di Ludwig Berger (1928)
- The Doctor's Secret, regia di William C. de Mille (1929)
- The Dummy, regia di Robert Milton (1929)
- Madame X, regia di Lionel Barrymore (1929)
- Charming Sinners, regia di Robert Milton (1929)
- The Laughing Lady, regia di Victor Schertzinger (1929)
- Sarah and Son, regia di Dorothy Arzner (1930)
- Galas de la Paramount (Paramount on Parade), aa. vv. (1930)
- The Lady of Scandal, regia di Sidney Franklin (1930)
- Anybody's Woman
- The Right to Love, regia di Richard Wallace (1930)
- Donna incatenata (Unfaithful), regia di John Cromwell (1931)
- The Magnificent Lie, regia di Berthold Viertel (1931)
- Once a Lady
- Tomorrow and Tomorrow
- The Rich Are Always with Us, regia di Alfred E. Green (1932)
- The Crash, regia di William Dieterle (1932)
- Silenzio sublime (Frisco Jenny), regia di William A. Wellman (1932)
- Lilly Turner, regia di William A. Wellman (1933)
- Female, regia di Michael Curtiz (1933)
- Journal of a Crime, regia di William Keighley (1934)
- Il peccato di Lilian Day (The Lady of Secrets), regia di Marion Gering (1936)
- Collegio femminile (Girls' Dormitory), regia di Irving Cummings (1936)
- Infedeltà (Dodsworth), regia di William Wyler (1936)
- Via della taverna 23 (The Rat), regia di Jack Raymond (1937)
- Napoleone e Giuseppina Beauharnais (A Royal Divorce), regia di Jack Raymond (1938)

## Spettacoli teatrali

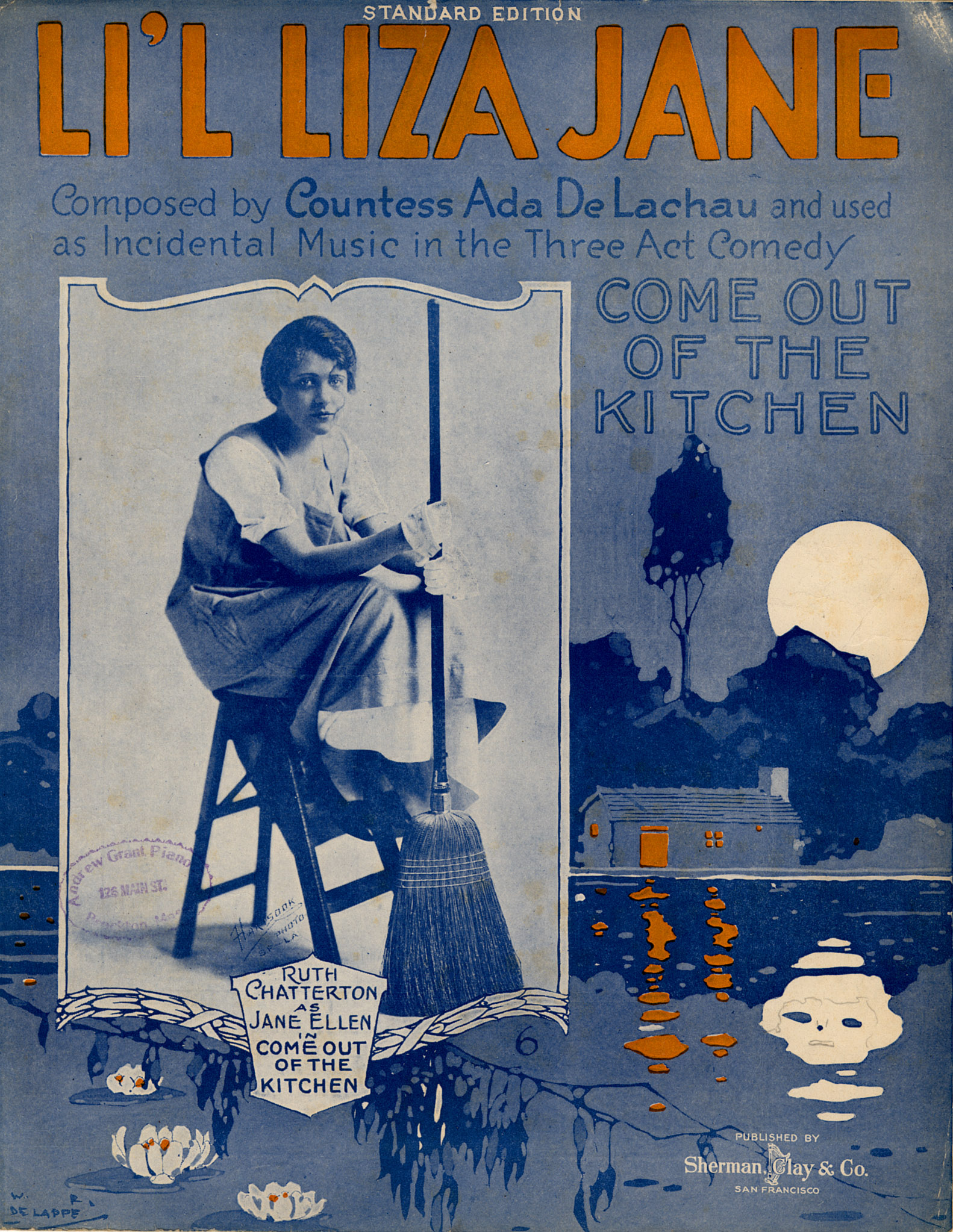
Ruth Chatterton sulla partitura di Li'l Liza Jane (1916)

- The Great Name (Broadway, 4 ottobre 1911)
- The Rainbow (Broadway, 11 marzo 1911)
- Daddy Long Legs di Jean Webster (Broadway, 28 settembre 1914)
- Come Out of the Kitchen (Broadway, 23 ottobre 1916)
- Perkins, di Douglas Murray (Broadway, 22 ottobre 1918)
- Daddy Long Legs (revival) (Broadway, 16 novembre 1918)
- Moonlight and Honeysuckle (Broadway, 29 settembre 1919)
- Mary Rose (Broadway, 22 dicembre 1920)
- La Tendresse (Broadway, 25 settembre 1922)
- The Changelings (Broadway, 17 settembre 1923)
- The Magnolia Lady (Broadway, 25 novembre 1924)
- The Man in Evening Clothes (Broadway, 5 dicembre 1924)
- The Little Minister (Broadway, 23 marzo 1925)
- The Man With a Load of Mischief (Broadway, 26 ottobre 1925)
- Leave Her To Heaven (Broadway, 27 febbraio 1940)
- Second Best Bed (Broadway, 3 giugno 1946)
- A Flag Is Born (Broadway, 5 settembre 1946)
- Idiot's Delight (Broadway, 23 maggio 1951)